# Dajo Hogeweg
 (janvier 2019).
Si vous disposez d'ouvrages ou d'articles de référence ou si vous connaissez des sites web de qualité traitant du thème abordé ici, merci de compléter l'article en donnant les références utiles à sa vérifiabilité et en les liant à la section « Notes et références ».
Pour les articles homonymes, voir Hogeweg.
Dajo Hogeweg, né le 12 novembre 1990 à Middenbeemster,, est un acteur néerlandais.

## Filmographie

### Cinéma et téléfilms
- 1999-2000 : De Daltons (nl) : Jelle
- 2003 : Verder dan de maan : L'enfant
- 2004 : Zoenen of Schoppen : Bruno
- 2004 : Dajo : Rutger
- 2007-2008 : De Daltons, de jongensjaren (nl) : Jelle
- 2008 : Skin : Le détenu
- 2009 : Taartman (nl) : Sebastiaan
- 2012 : De 4 van Westwijk : Le photographe Ciska
- 2013 : Flikken Maastricht : Pelle Van Vliet jr.